# 莫萱元

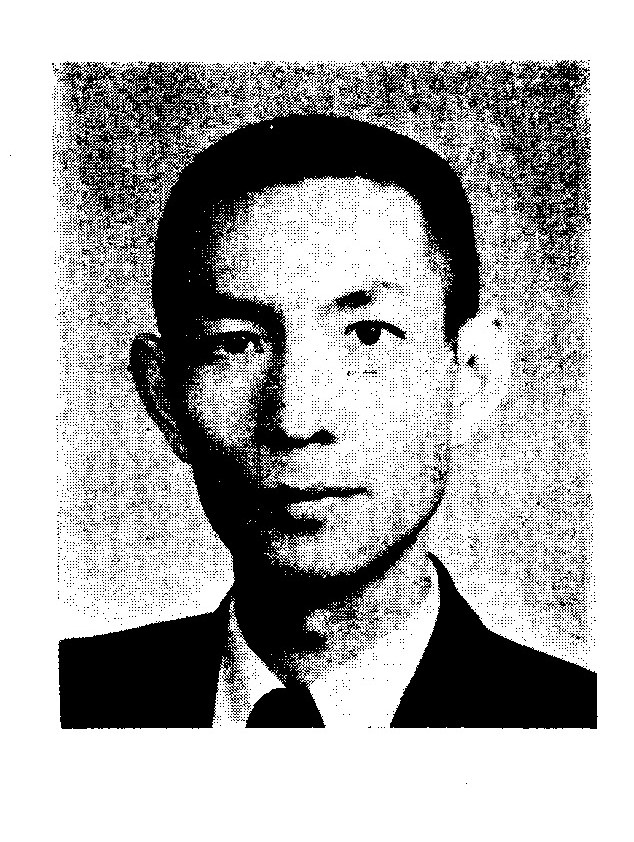

莫萱元（1909年—2000年），中國大陸湖南省邵阳县人，生前為中華民國第一屆立法委員，兼生力傳播公司董事長。

## 事蹟
1931年考入上海復旦大學經濟學系，畢業後留學日本早稻田大學研究院。回國後在國民黨中央訓練軒黨政班第一期、高級班第一期、革命實踐研究院第十九期、聯戰班第三期學習結業。歷任上海同德醫學院教授兼訓導主任，中央政治學校教授兼邊疆學校副主任，國立中央政法大學教授兼訓導長。
1940年起，任普通考試典試委員，中國國民黨湖南省黨部書記長，湖南省參議員、三青團湖南支團部監察。1946年任國民黨憲制國大代表。1948年當選國民政府立法委員。1949年2月移居台灣後繼續擔任立法委員，兼生力傳播公司董事長，曾經一度兼任台灣救災委員會顧問。2000年莫萱元在台北病故，享年92，安葬於金寶山。 （页面存档备份，存于）

## 家庭
莫萱元與妻子、國大代表成理成育有2子3女，按順序為長女莫星怡、長子莫致中、次女莫小敏、次子莫致和，與幺女。長子莫致中與妻景雲湘育有2子1女：長子莫遠仁、次子莫遠義、長女莫晉茹。次子莫致和育有1女，莫文如。